# San José de la Cruz, Guanajuato
San José de la Cruz är en ort i Mexiko.   Den ligger i kommunen San Miguel de Allende och delstaten Guanajuato, i den centrala delen av landet, 240 km nordväst om huvudstaden Mexico City. San José de la Cruz ligger 2 008 meter över havet och antalet invånare är 224.
Terrängen runt San José de la Cruz är platt åt sydväst, men åt nordost är den kuperad. Runt San José de la Cruz är det ganska tätbefolkat, med 80 invånare per kvadratkilometer. Närmaste större samhälle är Derramadero Segundo, 5,9 km öster om San José de la Cruz. Trakten runt San José de la Cruz består till största delen av jordbruksmark.